# أجاي بانغا

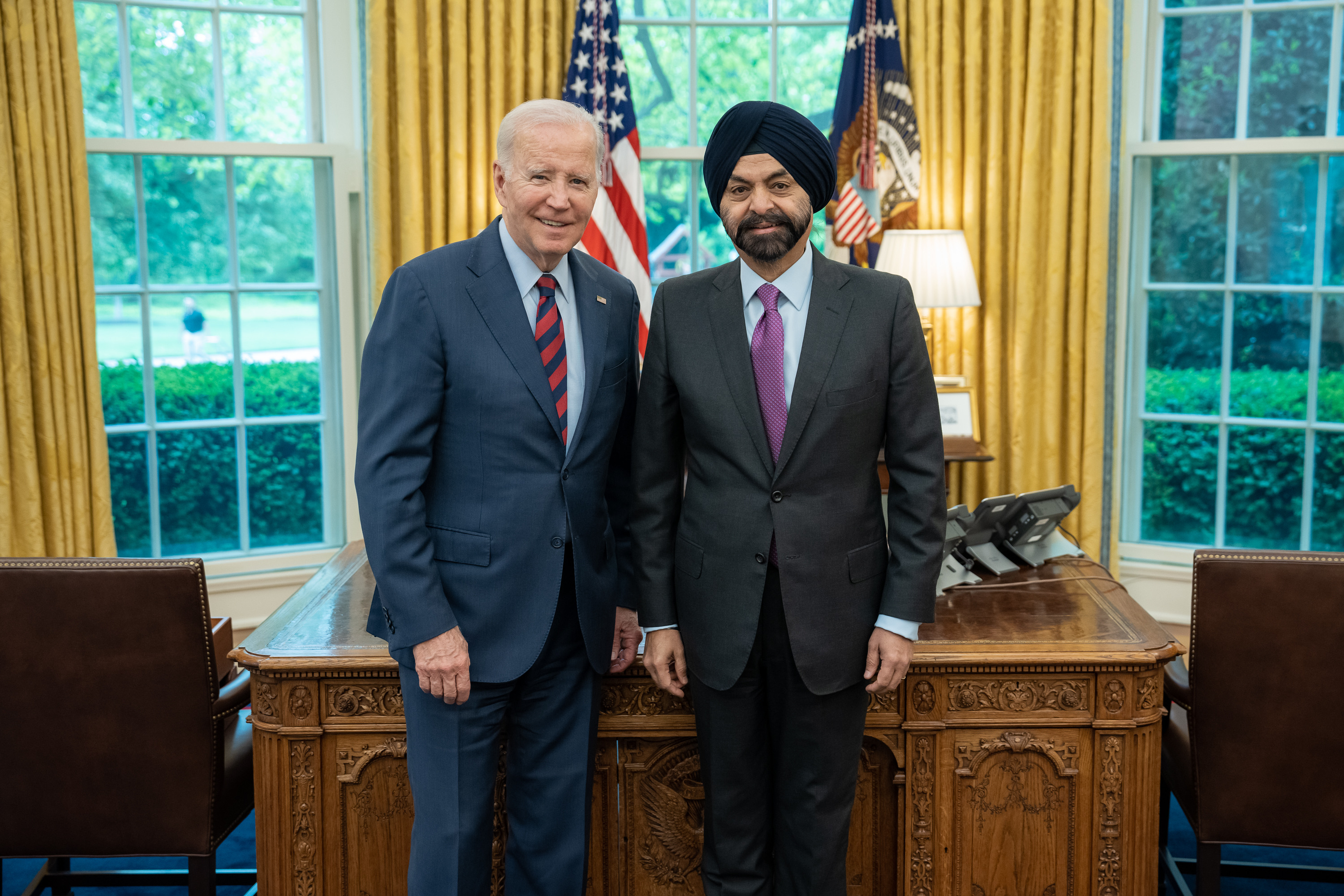
رشح بايدن بانغا لرئاسة البنك الدولي في فبراير 2023

أجاي بانغا (نوفمبر 1959- )، رجل أعمال واقتصادي أمريكي من أصول هندية، وهو الرئيس الرابع عشر للبنك الدولي منذ يونيو 2023، بعد أن رشحه الرئيس الأمريكي، جو بادين في آواخر فبراير 2023. عمل بامغا رئيساً تنفيذياً لماستر كارد، كما شغل منصب نائب رئيس مجلس إدارة جنرال أتلانتيك، ويعد ثاني مسؤول للبنك الدولي غير مولود في الولايات المتحدة، بعد جيم يونغ كيم.

## النشأة
ينحدر أجاي بانغا، المولود في العاشر من نوفمبر 1959، من ولاية ماهاراشترا الهندية، وينتمي إلى عائلة سيخية، من والد عمل ضابطاً في الجيش الهندي. تلقى تعليمه الأولي في حيدر آباد، عاصمة ولاية تيلانغانا الهندية، ونال البكالوريوس في الآداب في الاقتصاد من كلية سانت ستيفن في دلهي، وأكمل دراساته العليا في المعهد الهندي للإدارة في أحمد آباد.

## مسيرته المهنية
بنى أجاي بانغا مسيرة مهنية طويلة في مجال التمويل والمصارف في القطاع الخاص، حيث بدأ حياته المهنية في الهند، بالعمل في نستله وسيتي جروب وتدرج داخل أروقتها لأكثر من 13 عاماً (بين عامي 1981 و1994) وأصبح الرئيس التنفيذي لها في منطقة آسيا والمحيط الهادي، ثم انتقل إلى شركة بيبسي كو عام 1994، وساهم في تعزيز امتيازاتها الدولية خصوصاً مع بيتزا هت وكنتاكي، إلا أنها بعكس محطاته المهنية ، لم يدم طويلاً في الشركة، حيث غادرها عام 1996 إلى مجموعة سيتي قورب.
في عام 2000، بدأ بانغا مسيرته مع الهيئات الأمريكية ذات الغطاء الحكومي، حيث عمل في سيتي فينانشال حتى عام 2002، وأصبح الرئيس التنفيذي للمجموعة الأمريكية. وفي عام 2008، وقاد بانغا خلال شغله منصب، الرئيس التنفيذي لأعمال البنك في آسيا والمحيط الهادي، تنظيم عمليات سيتي غروب الآسيوية. ومنح بانغا الجنسية الأمريكية عام 2007، ونال 10 ملايين دولار كمكافأة من سيتي قروب وأصبح واحداً من أكثر المدراء التنفيذيين أجراً في الولايات المتحدة.
في عام 2010، انتقل بانغا إلى شركة ماستر كارد الأمريكية رئيساً تنفيذياً وعضواً في مجلس إداراتها براتب سنوي قُدّر بـ 13.5 مليون دولار، ونجح في مضاعفة إيراداتها ثلاثة مرات، وزاد صافي دخلها ستى أضعاف، وقيمتها السوقية إلى أكثر من 300 مليار دولار.
في عام 2015، عينه الرئيس الأمريكي الأسبق، باراك أوباما، عضوا في اللجنة الاستشارية للرئيس لسياسة التجارة والمفاوضات، وترأس غرفة التجارة العالمية، وتقاعد في ديسمبر 2021، بعد أن قضى أكثر من 12 عاماً في رأس هرم ماستر كارد. وفي مطلع 2022، شغل بانغا منصب نائب رئيس "جنرال أتلانتيك"، قبل أن يرشحه جو بايدن لمنصب رئيس البنك الدولي في فبراير 2023.